# Ngozi Okonjo-Iweala
Ngozi Okonjo-Iweala (Ogwashi-Uku, 13 de junio de 1954) es una economista y experta en desarrollo internacional nigeriana. El 15 de febrero de 2021 fue nombrada Directora General de la Organización Mundial del Comercio asumiendo las funciones el 1 de marzo de 2021, siendo la primera mujer en ocupar el puesto.   
Es miembro de las juntas directivas de Standard Chartered Bank, Twitter, la Alianza Global para Vacunas e Inmunización (GAVI) y African Risk Capacity (ARC).   
En 2003 se convirtió en la primera mujer Ministra de Finanzas de Nigeria (2003-2006, 2011-2015) bajo la presidencia de Olusegun Obasanjo y de la presidencia Goodluck Jonathan.  
También ha sido Directora Gerente del Banco Mundial (2007-2011), una organización en la que ha trabajado durante 25 años.  

## Biografía
Nació en Ogwashi-Ukwu, en el estado del Delta de Nigeria, donde su padre el profesor Chukwuka Okonjo era el obi (rey) de la Familia Real Obahai de Ogwashi-Ukwu,
Okonjo-Iweala se educó en Queen's School de Enugu, en el St. Anne's School, Molete en Ibadan y en la International School Ibadan. Llegó a Estados Unidos en 1973, cuando era adolescente, para estudiar en la Universidad de Harvard, y se graduó magna cum laude con un AB en Economía en 1976. En 1981 realizó el doctorado en economía regional y desarrollo económico en el Instituto Tecnológico de Massachusetts. Fue ministra de Finanzas de la República Federal de Nigeria entre julio de 2003 y julio de 2006 y desde julio de 2011; ese año encaró un ambicioso programa de reformas para contener el gasto público. También fue ministra de Relaciones Exteriores en 2006. Durante el periodo 2007-2011 fue directora gerente del Banco Mundial. En 2012 se consideró su candidatura para presidir dicha institución, y contaba con el respaldo de la Unión Africana y elogios de prestigiosas publicaciones; no obstante, su postulación fue superada por la del Dr. Jim Yong Kim.
En febrero de 2021, la administración Biden anunció su apoyo para que Ngozi Okonjo-Iweala asumiera el puesto de directora general de la Organización Mundial del Comercio (OMC). El 15 de febrero se confirmó su nombramiento para sustituir al brasileño Roberto Azevêdo. La decisión se tomó por consenso de los 164 miembros. El 1 de marzo de 2021 se convirtió en la primera mujer y la primera persona africana al frente de la OMC, tras la renuncia de su rival, la ministra surcoreana de Comercio Yoo Myung-hee, quien contaba con el apoyo de la administración de Trump. Su mandato expirará el 31 de agosto de 2025 y es renovable.